# У Святого Томаша
У Святого Томаша (чеськ. U svatého Tomáše) — найстаріша пивна в Празі, один з найстаріших пивних ресторанів Європи.

## Історія
Карл IV надав право варити пиво монахам-августинцям в монастирі Сент-Томас, що в місті Мала (тепер територія Праги). Пивоварний завод був заснований в 1352. Перша згадка про нього датується 1358 роком, коли при августинському монастирі була відкрита невелика броварня. З тих пір історія ресторану та історія монастиря були невіддільні одне від одного. Спочатку пиво варили лише для потреб монастиря, але через короткий проміжок часу монахи-августинці почали постачати пиво на всю околицю. Будівля пивоварного заводу спочатку була дерев'яною, пізніше вона кілька разів перебудовувалася. У 1420 році, під час гуситських воєн, будинок броварні буквально звалився під тиском натовпу людей. Ресторану пощастило лише раз — за часів правління імператора Рудольфа ІІ, коли пивоварня в Малій країні стала ексклюзивним постачальником пива королівському двору. В кінці 19-го століття, зал броварні став популярним місцем зустрічей богемних художників.

## Розташування
Ресторан розташований на Малій країні, поруч з Валдштейнським палацом і його знаменитими Валдштейнськими садами. Ресторан зберіг старочеський стиль, який був притаманний йому з часів Карла IV. Недалеко від ресторану знаходиться Карлів міст, Празький град.